# Oanh đuôi nhọn vòng cổ
Tarsiger johnstoniae là một loài chim trong họ Muscicapidae.